# غلیزان
غلیزان (به عربی: غلیزان) شهری در استان غلیزان واقع در کشور الجزایر است که در سال ۱۹۹۸ میلادی ۱۰۴٫۲۸۵ نفر جمعیت داشته و جمعیت آن در سال ۲۰۰۵ میلادی به ۱۲۶٫۷۹۴ نفر رسیده‌است.